# نبرد تارانتو
نبرد تارانتو نبردی است در شب ۱۱ نوامبر سال ۱۹۴۰ در جنگ جهانی دوم که میان نیروی دریایی بریتانیا و نیروی دریایی ایتالیا رخ داد و در نهایت با پیروزی بریتانیایی‌ها به پایان رسید.